# Plochingen

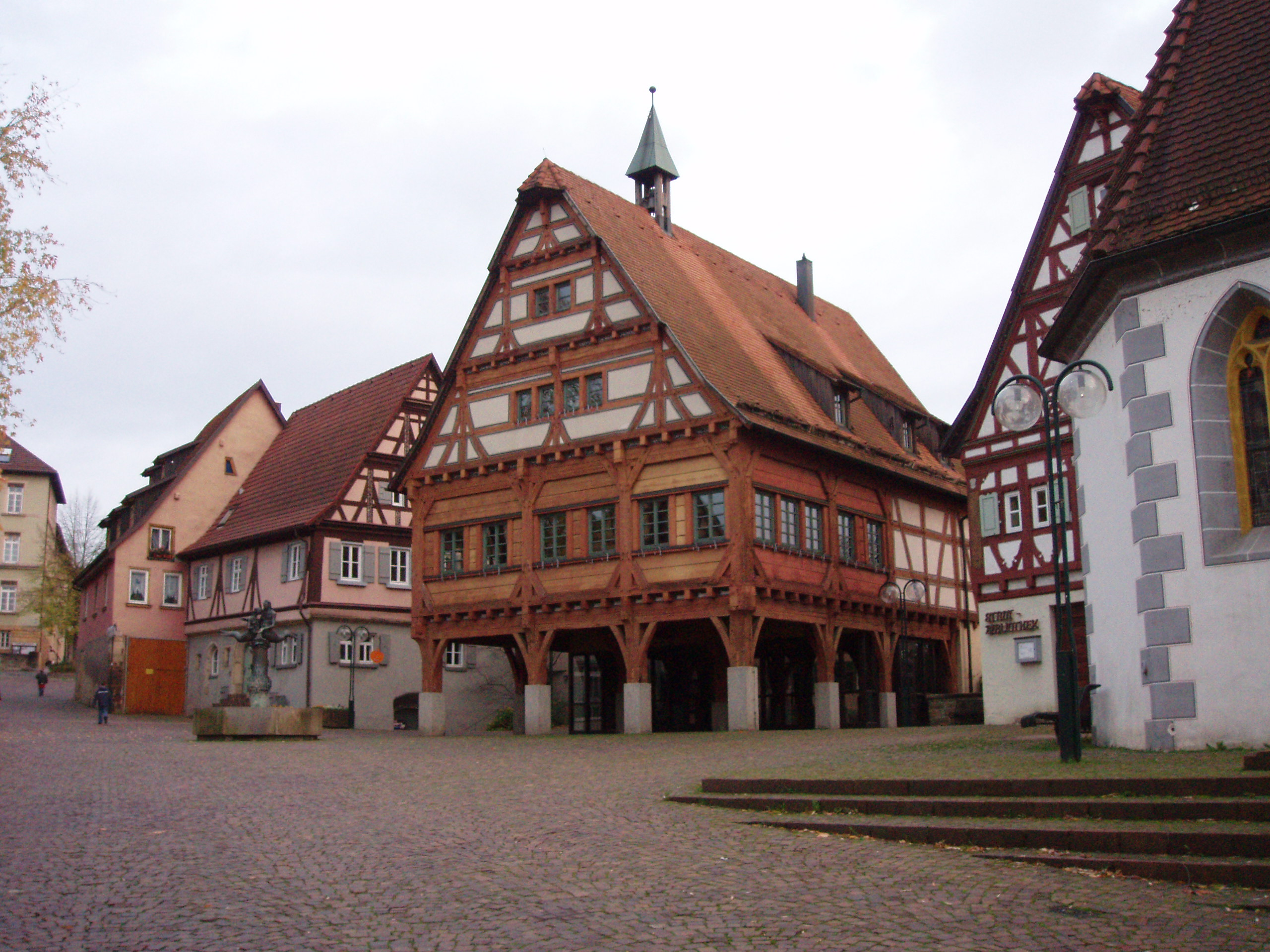
Viejo ayuntamiento.

Plochingen (pronunciación en alemán: /ˈplɔxɪŋən/ⓘ) es una ciudad de Alemania del Distrito de Esslingen, en el estado federado de Baden-Wurtemberg. Se localiza en el encuentro de los ríos Neckar y Fils.

## Geografía
Al municipio de Plochingen pertenecen las ciudades de Plochingen y Stumpenhof. Dentro de Plochingen existen colonias residenciales con nombres propios. Algunas de estas colonias son:
- Bruckenwasen
- Filsgebiet
- Plochinger Hang
- Lettenäcker
- Lettenäcker II
- Plochinger Stadtkern
- Pfostenberg

### Desarrollo de la población
- 1618: 1320
- 1635: 250
- 2000: 14.191
- 2005: 14.319
- 2007: 14.178

## Política
Plochingen, junto a Altbach y a Deizisau, forman el Gemeindeverwaltungsverband Plochingen (Unión de Administraciones Municipales de Plochingen).

### Edificios de interés

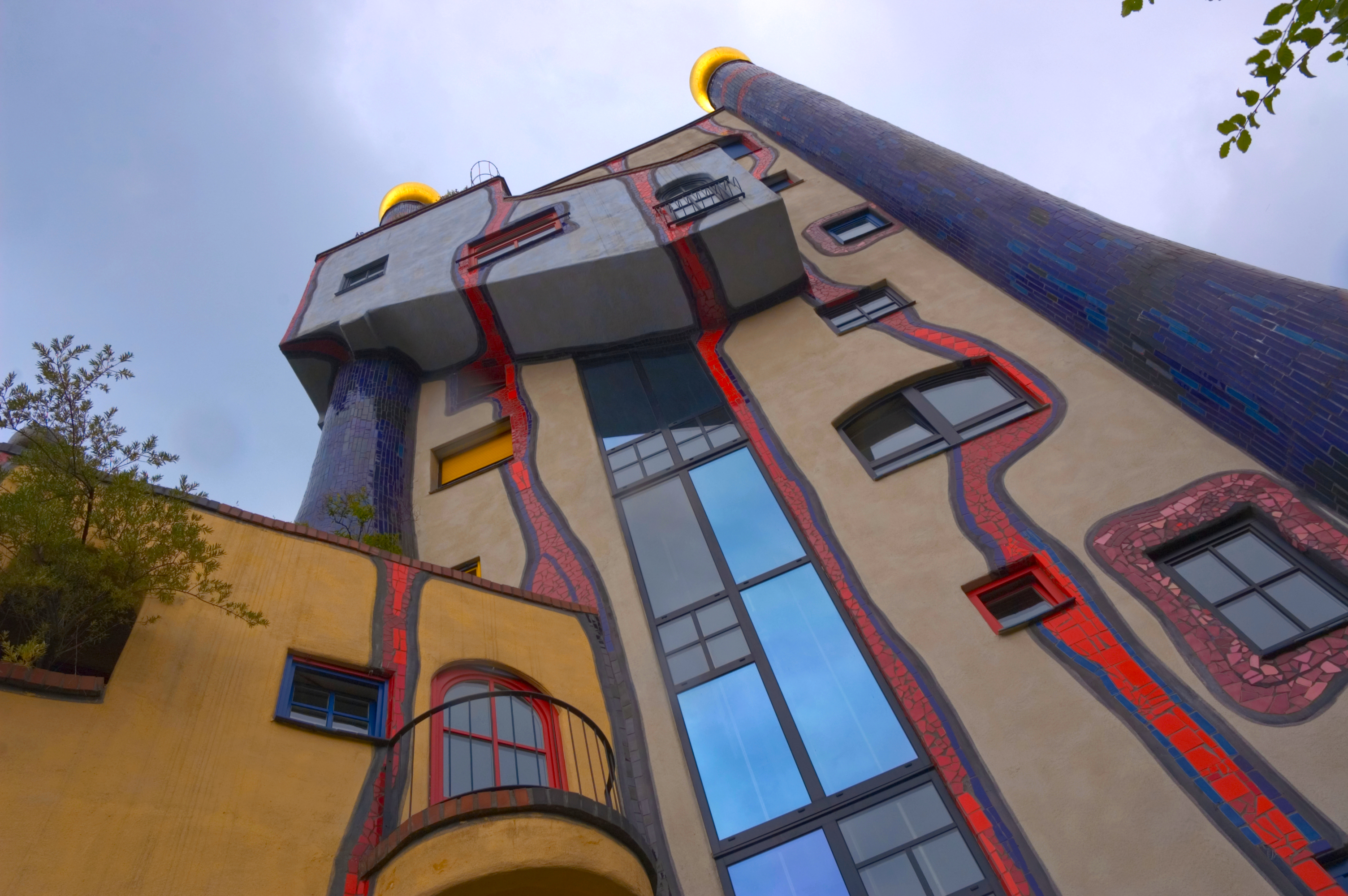
Edificio de Hundertwasser.

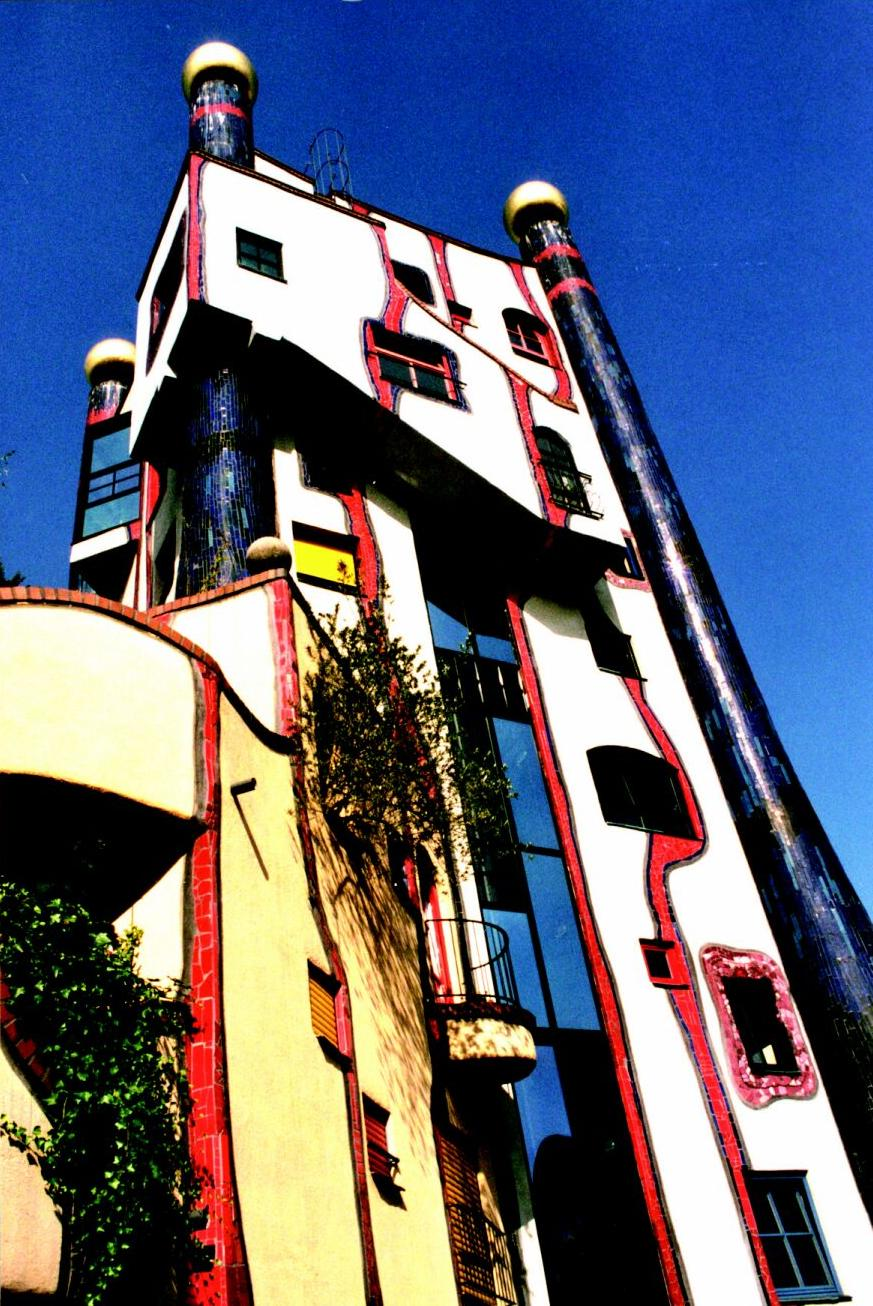
Hundertwasser.

- La Plaza del Mercado, con casas de paredes entramadas, entre ellas el viejo ayuntamiento(1530)
- La Iglesia de la ciudad, de estilo gótico(1488)
- La capilla de Ottilie (1328)
- La casa Gablenberg (1799)
- El actual ayuntamiento con la Galería Municipal(1900)
- La iglesia católica de St. Konrad (1929)
- La Weinbergtürmle (Torrecita del viñedo)
- El edificio de Hundertwasser „Wohnen unterm Regenturm“(Viviendo bajo la torre de lluvia) (1991–1994)
- La torre panorámica en el Stumpenhof
- Los servicios públicos "Les Toilettes", del artista francés Tomi Ungerer (2007)

## Ciudades hermanadas
Plochingen está hermanada con:
- Landskrona  Suecia,desde 1971
- Zwettl  Austria,desde 1996